# Sakura Wars
 (octobre 2020).
Sakura Wars (サクラ大戦, Sakura Taisen) est une série de jeux vidéo, parue sur différentes consoles.

## Liste de jeux vidéo

### Série principale
- Sakura Taisen (Saturn 1996)

Jeu de rôles/Tactique/Seduction de OverWorks
- Sakura Taisen 2 (Saturn 1998)

Jeu de rôles/Tactique/Séduction de OverWorks
- Sakura Taisen 3 (Dreamcast 2001)

Jeu de rôles/Tactique/Séduction d'OverWorks
- Sakura Taisen 4 (Dreamcast 2002)

Jeu de rôles/Tactique/Séduction d'OverWorks
- Sakura Taisen V (PlayStation 2 2005, Wii 2010)

Jeu de rôles/Tactique/Séduction d'OverWorks
- Sakura Wars (PlayStation 4 2019)[1]

Jeu de rôles/Tactique/Action/Séduction

### Jeux dérivés
- Sakura Taisen GB Geki Hanagumi Nyuutai (Game Boy 2000)

Jeu de rôles/Tactique/Seduction de Jupiter.
- Sakura Taisen GB2 Thunderbolt Sakusen (Game Boy 2001)

Jeu de rôles de Red Entertainment.
- Sakura Taisen Atsuki Chishioni (PlayStation 2 2003)

Jeu de rôles/Tactique/Seduction de OverWorks

### Aventure
- Sakura Wars Story Mysterious Paris (PlayStation 2 2004)

Aventure de Red Entertainment
Uniquement au Japon.

### Réflexion
- Hanagumi Taisen Columns (Arcade, Saturn 1997)

Réflexion de Red Entertainment
- Sakura Taisen Hanagumi Tsuushin (Saturn 1997)

Réflexion de Red Entertainment
Uniquement au Japon.
- Sakura Wars Teigeki Graph (Saturn 1998)

Réflexion de Red Entertainment
Uniquement au Japon.
- Hanagumi Taisen Columns 2 (Dreamcast 2000)

Réflexion de Red Entertainment
Uniquement au Japon.

### Divers
- Sakura Taisen V : Episode 0 (PlayStation 2 2004)

Action de OverWorks
Uniquement au Japon.
- Sakura Taisen Online (Dreamcast 2001)

Jeu de cartes de OverWorks
Uniquement au Japon.
- Sakura Wars Kinematron Hanagumi Mail (Dreamcast 2000)

Inclassable de Red Entertainment
Uniquement au Japon.
- Sakura Wars Steam Radio Show (Saturn 1997)

Inclassable de Red Entertainment
Uniquement au Japon.

### Annulés
- Sakura Wars Monogatari Teito hen (PlayStation 2)

Aventure de Sega Wow
- Sakura Hime Nishiki Emaki (PlayStation 2)

Jeu de rôles/Tactique de OverWorks

### Compilation
- Sakura Taisen Complete Box (Dreamcast, 2002)
- Sakura Taisen Premium Edition (PC, 2005)